# Мельно (Іновроцлавський повіт)
Мельно (пол. Mielno, нім. Mölno) — село в Польщі, у гміні Пакосць Іновроцлавського повіту Куявсько-Поморського воєводства.
Населення — 53 особи (2011).
У 1975-1998 роках село належало до Бидгощського воєводства.

## Демографія
Демографічна структура станом на 31 березня 2011 року:
|          | Загалом | Допрацездатний вік | Працездатний вік | Постпрацездатний вік |
| -------- | ------- | ------------------ | ---------------- | -------------------- |
| Чоловіки | 28      | 7                  | 18               | 3                    |
| Жінки    | 25      | 7                  | 13               | 5                    |
| Разом    | 53      | 14                 | 31               | 8                    |